# Media Transfer Protocol
Media Transfer Protocol (MTP) je v informatice název protokolu pro přenos multimediálních souborů (fotografie, video) z inteligentních zařízení (digitální fotoaparát, smartphone) do počítače. MTP byl firmou Microsoft navržen na základě protokolu PTPu, se kterým je proto zpětně kompatibilní. MTP je součástí WMDRM10-PD, a služby digital rights management (DRM) pro platformu Windows Media. MTP je standardní součástí USB standardu od roku 2008. V roce 2011 se MTP stal standardním protokolem pro přenos souborů z/do Android systémů.

## Charakteristika
Princip funkce MTP je podobný FTP protokolu (vypiš adresář, stáhni soubor, ulož soubor), nepodporuje tedy standardní operace se soubory tak, jak je používají běžné programy (otevřít, zapsat změny, zavřít), ale například ani přejmenování (soubor je nutné stáhnout, přejmenovat a znovu do zařízení uložit).
Zatímco u USB Mass Storage jsou data interpretována připojeným zařízením (počítačem), u MTP data v úložném zařízení (typicky flash paměť) interpretuje chytré zařízení a připojenému počítači jsou předávány jen celé soubory. Zařízení, ze kterého jsou data přenášena, tedy u MTP neztrácí kontrolu nad uloženými daty, a proto mohou k datům přistupovat obě zařízení najednou. Na druhou stranu u MTP nemůže vnější zařízení například opravit poškozené soubory (resp. poškozenou strukturu dat) nebo obnovit smazané soubory. Nejsou možné ani paralelní operace (je nutné počkat na dokončení přenosu jednoho souboru a pak teprve zahájit další).

## Standardizace
Pracovní skupina USB Implementers Forum standardizovala MTP jako plnohodnotnou USB třídu v květnu 2008. Od té doby je MTP oficiálním rozšířením PTP a sdílí stejnou třídu kódu. MPT je podporováno od Windows XP SP2, kde vyžaduje Windows Media Player 10 nebo vyšší. Novější verze systému Microsoft Windows mají podporu MTP vestavěnou. Pro operační systémy Mac OS X, Linux nebo Android existují rozšiřující balíčky.

## Podpora MTP

### Microsoft Windows
MTP je podporován ve Windows XP, pokud je nainstalován Windows Media Player 10 nebo novější. Windows Vista a pozdější mají MTP podporu integrovanou. Pro starší verze Windows (Windows 2000, Windows 98 a Windows Me) vydal Microsoft tzv. MTP Porting Kit, který obsahuje ovladač pro MTP zařízení. Někteří výrobci, jako je Creative Technology, také poskytují starší MTP ovladače pro některé z jejich přehrávačů. Tyto ovladače se nejčastěji skládají z MTP Porting Kitu s upraveným INF souborem popisujícím jejich konkrétní přehrávače.
Většina MTP-kompatibilních zařízení nemá přiděleno písmeno jednotky. Namísto toho se objeví jako "Zařízení" v aplikacích jako je Windows Explorer. Pod Windows, MTP zařízení podporují a funkci zvanou AutoSync, která nechá uživatele nakonfigurovat Windows Media Player pro automatické kopírování veškerého nově přidaného obsahu a to pokaždé, když se zařízení připojí. AutoSync je manažovatelný, přehrávač tedy může přenášet pouze obsah, který splňuje určitá kritéria (např. písničky ohodnocené čtyřmi a více hvězdičkami apod.). Změny provedené ve vlastnostech souborů (jako je uživatelské hodnocení) na zařízení mohou být přeneseny zpět do počítače při příštím opětovném připojení. Od verze Windows 7 je též podporována platforma pro podporu senzorů zabudovaných v MTP zařízeních.
Kopie souborů přistupovaných přes MTP mohou zůstat na hostovacím počítači dokonce i po restartu, kdy budou dostupné pouze uživatelskému účtu, který na ně přistupoval. Stejně tak tyto práva dostává každý, kdo má oprávnění číst soubory tohoto uživatele včetně administrátorů.

#### Apple OS X
OS X má zabudovanou podporu pro MTP přes aplikaci Fotky. V systému však není obsažena podpora driverů třetích stran pro namoutování MTP zařízení jako logických disků. K dispozici je však několik aplikací umožňujících přenos souborů od výrobců třetích stran, konkrétně pro systém Mac OS X 10.5 a novější:
- Android File Transfer je jednoduchým MTP klientem.[11]
- XNJB přidává podporu synchronizace playlistů z iTunes.[12]

### Ostatní výrobci
Společnosti, zahrnující Creative Technology, Intel, iriver a Samsung, které vyrábí zařízení postavené na specifikaci Portable Media Center od Microsoftu, široce přijaly podporu MTP. Podporovaná zařízení byla představena na veletrhu Consumer Electronics Show v Las Vegas v roce 2004.
Po počátečním období nejistých reakcí, několik velkých výrobců přehrávačů médií, jako jsou Creative Technology a iriver přijalo protokol MTP místo svých vlastních protokolů.
Mnoho zařízení a aplikací pro přehrávání audia podporuje MTP. Pozdější verze některých operačních systémů, zahrnujících AmigaOS, Android, AROS, Linux, Mac OS, MorphOS, Symbian OS podporuje MTP, někdy za podpory přídavných ovladačů nebo softwaru.[zdroj?]